# Schendylops gracilis
Schendylops gracilis är en mångfotingart som först beskrevs av Carl Graf Attems 1934.  Schendylops gracilis ingår i släktet Schendylops och familjen småjordkrypare. Inga underarter finns listade i Catalogue of Life.